# General (hudební skupina)
General byla maďarská rocková skupina, působící v 70. letech 20. století.

## Historie
Skupina General vznikla v roce 1971 ze skupin The Ferm a The ZeGe. Hrála nenáročné rockové písně a na prvních třech albech tyto skladby oživovala hardrockovými motivy a tříčlenným dívčím pěveckým triem. V období 1973 až 1979 vydala 6 alb a poté ukončila činnost. Obnovení činnosti přišlo v roce 1999.

### Sestava 1973
- Istvan Akos (g, perc, voc)
- Janos Karacsony (g, voc)
- Gabor Novai (b, comp)
- Lajos Reck (dr)
- Sandor Revesz (voc)
- Trio Mikrolied – Magda Bodi, Annamaria Herczku, Eva Varsegi (voc)

### Sestava 1975
- Sandor Revesz (voc)
- Pota Andras (dr)
- Gabor Novai (b, com)
- Matyas Varkonyi (p, org, fl)
- Karoly Paczari (g, voc)
- Trio Mikrolied – Annamaria Herczku, Eva Varsegi, Edit Szigeti (voc)

### Sestava 1977
- Karoly Horvath (voc)
- Tibor Tatrai (g, ex Syrius)
- Matyas Varkonyi (p, org, fl)
- Gabor Novai (b, comp)
- Pota Andras (dr)

## Diskografie
- Staffeta (1973)
- Rockin´& Rollin´ (1975)
- General II (1975)
- Zenegep (1977)
- Heart of Rock (1978)
- Piros Picikli (1979)
- General 1971–1975 (1993)
- Valamit el kell mondanom (1999)